# Sroki
Sroki su naselje u Hrvatskoj u općini Viškovu. Nalaze se u Primorsko-goranskoj županiji.

## Zemljopis
Zapadno se nalaze Brnčići, sjeverozapadno su Kosi, sjeveroistočno su Mladenići, istočno su Ronjgi, jugoistočno su Mladenići, a južno je Viškovo.

## Stanovništvo
| broj stanovnika | 521   | 470   | 206   | 199   | 251   | 260   | 480   | 451   | 154   | 175   | 197   | 204   | 339   | 538   | 929   | 1741  | 1979  |
|                 | 1857. | 1869. | 1880. | 1890. | 1900. | 1910. | 1921. | 1931. | 1948. | 1953. | 1961. | 1971. | 1981. | 1991. | 2001. | 2011. | 2021. |